# Museu do Seminário de Beja
O Museu do Seminário de Beja, fundado em 2005, graças a um protocolo entre o Departamento do Património Histórico e Artístico da Diocese de Beja e a Reitoria do Seminário de Beja, é uma das unidades da Rede de Museus da Diocese de Beja.